# Kerstkat

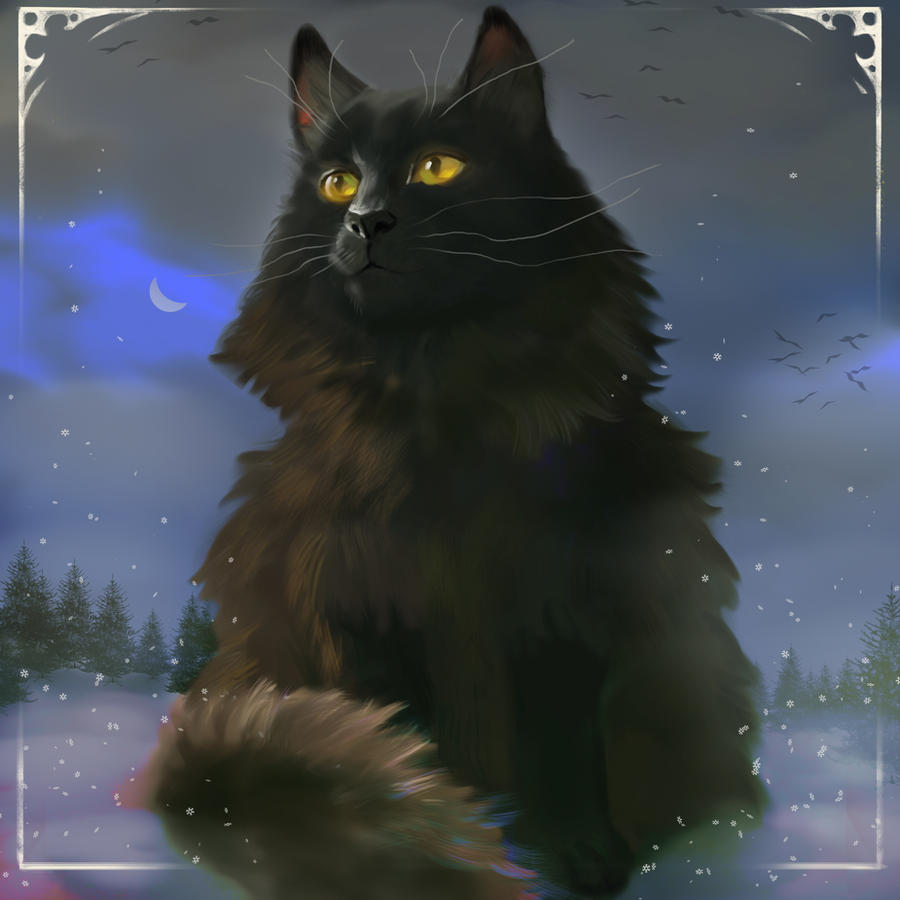
De Kerstkat

De Kerstkat of Joelkat (IJslands: Jólakötturinn, ook wel Jólaköttur genoemd) speelt een rol in het joelfeest en/of kerstfeest in IJsland. Jólakötturinn wordt nauw geassocieerd met andere figuren uit de IJslandse folklore, en wordt beschouwd als het huisdier van de reus Grýla en haar zonen, de Jólasveinar. 

## Rol van de Kerstkat
De enorme kat is tijdens de kerstcyclus op het besneeuwde platteland te vinden en eet mensen op die vóór kerstavond geen nieuwe kleren krijgen. 
De Kerstkat werd traditioneel gebruikt als een bedreiging en stimulans voor landarbeiders om de wol die in de herfst vóór Kerstmis was verzameld, te verwerken. Degenen die deelnamen aan het werk werden beloond met nieuwe kleren. Degenen die dat niet deden, kregen niets en zouden dus een prooi worden voor de Kerstkat. 

## Eerste vermelding
De eerste schriftelijke vermelding van de Kerstkat komt uit een verzameling folklore uit 1862 van Jón Árnason, Íslenzkar þjóðsögur og æfintýri. Het dier werd beschreven als een kwaadaardig beest dat ofwel degenen opat die geen nieuwe kleren voor Kerstmis kregen, ofwel hun "kerststukje" opat (een extra portie voedsel dat aan de bewoners van een boerderij werd gegeven).

## Onderdeel van het kerstfeest
De invoering van de Yule-kat als onderdeel van de klassieke IJslandse kerstfolklore vond plaats in 1932, toen Jóhannes úr Kötlum zijn dichtbundel Jólin koma ('Kerstmis komt eraan') publiceerde. Een van de gedichten, Jólakötturinn, ging over het gelijknamige mensenetende monster dat later een veelvoorkomend onderdeel werd van de kerstfestiviteiten en -versieringen in IJsland.
Hoewel het gedicht Jólakötturinn niet in verband bracht met Grýla, Leppalúði of de Jólasveinar, werden de personages ook in de bundel genoemd. Deze overeenkomst leidde tot verbindingen in latere verhalen. Halverwege de 20e eeuw werd Jólakötturinn beschouwd als het huisdier van Grýla en haar zonen. In sommige latere verhalen is Jólakötturinn zo ongehoorzaam dat alleen Stúfur, de kleinste van de Jólasveinar, het kan leiden en hij rijdt op de kat door het landschap.

## Moderne verwijzingen
In 2018 werd er in de IJslandse hoofdstad Reykjavík een 5 meter hoog ijzeren beeld van de Kerstkat neergezet, als kerstversiering op het centrale plein van deze stad.
De Kerstkat speelt een rol in de kerstfilm The Christmas Chronicles: Part Two (2020).
In december 2023 werd in IJsland een film uitgebracht over de kerstkat, getiteld Þið kannist við... ( letterlijk: Je weet wel... , vertaald in het Engels als Krampuss).